# Grand Prix Cycliste la Marseillaise 2022
Grand Prix Cycliste la Marseillaise 2022 var den 43. udgave af det franske cykelløb Grand Prix Cycliste la Marseillaise. Det 174,3 km lange linjeløb blev kørt den 30. januar 2022 med start i Château-Gombert og mål i Marseille. Løbet var en del af UCI Europe Tour 2022 og Coupe de France.
Efter en massespurt vandt belgiske Amaury Capiot fra Arkéa-Samsic foran danske Mads Pedersen fra Trek-Segafredo.

## Resultater
| \| Samlede stilling \| Samlede stilling \| Samlede stilling \| Samlede stilling \| Samlede stilling \| \| Rytter \| Rytter \| Hold \| Tid \| \| \| ---------------- \| -------------------- \| ---------------------------------- \| ---------------- \| ---------------- \| \| 1. \| Amaury Capiot \| Arkéa-Samsic \| 4t 31' 11" \| \| \| 2. \| Mads Pedersen \| Trek-Segafredo \| + 0" \| \| \| 3. \| Francisco Galván \| Equipo Kern Pharma \| + 0" \| \| \| 4. \| Edvald Boasson Hagen \| TotalEnergies \| + 0" \| \| \| 5. \| Benoît Cosnefroy \| AG2R Citroën Team \| + 0" \| \| \| 6. \| Bryan Coquard \| Cofidis \| + 0" \| \| \| 7. \| Georg Zimmermann \| Intermarché-Wanty-Gobert Matériaux \| + 0" \| \| \| 8. \| Diego Ulissi \| UAE Team Emirates \| + 0" \| \| \| 9. \| Alessandro Covi \| UAE Team Emirates \| + 0" \| \| \| 10. \| Alberto Bettiol \| EF Education-EasyPost \| + 0" \| \| |                      |                                    |            |
| |                      |                                    |            |
| Kilde: ProCyclingStats |                      |                                    |            |
| Samlede stilling |                      |                                    |            |
| Rytter | Rytter               | Hold                               | Tid        |
| 1. | Amaury Capiot        | Arkéa-Samsic                       | 4t 31' 11" |
| 2. | Mads Pedersen        | Trek-Segafredo                     | + 0"       |
| 3. | Francisco Galván     | Equipo Kern Pharma                 | + 0"       |
| 4. | Edvald Boasson Hagen | TotalEnergies                      | + 0"       |
| 5. | Benoît Cosnefroy     | AG2R Citroën Team                  | + 0"       |
| 6. | Bryan Coquard        | Cofidis                            | + 0"       |
| 7. | Georg Zimmermann     | Intermarché-Wanty-Gobert Matériaux | + 0"       |
| 8. | Diego Ulissi         | UAE Team Emirates                  | + 0"       |
| 9. | Alessandro Covi      | UAE Team Emirates                  | + 0"       |
| 10. | Alberto Bettiol      | EF Education-EasyPost              | + 0"       |

## Hold og ryttere
| UCI WorldTeams (9)- AG2R Citroën Team - Cofidis - Groupama-FDJ - EF Education-EasyPost - Intermarché-Wanty-Gobert Matériaux - Israel-Premier Tech - Trek-Segafredo - UAE Team Emirates - Lotto-Soudal UCI ProTeams (8)- B&B Hotels-KTM - Arkéa-Samsic - TotalEnergies - Bingoal Pauwels Sauces WB - Equipo Kern Pharma - Sport Vlaanderen-Baloise - Uno-X Pro Cycling Team - Caja Rural-Seguros RGA UCI Kontinentalhold (4)- Go Sport-Roubaix Lille Métropole - Saint Michel-Auber 93 - UC Nantes Atlantique - Nice Métropole Côte d'Azur |
| |

### Danske ryttere
| Danske ryttere på startlisten |                 |                        |           |
| Rygnummer                     | Rytter          | Hold                   | Placering |
| 54                            | Mads Pedersen   | Trek-Segafredo         | 2         |
| 74                            | Magnus Cort     | EF Education-EasyPost  | 125       |
| 75                            | Michael Valgren | EF Education-EasyPost  | 91        |
| 144                           | Morten Hulgaard | Uno-X Pro Cycling Team | 112       |
| 147                           | Jonas Gregaard  | Uno-X Pro Cycling Team | 61        |

* DNF = gennemførte ikke

## Startliste
| AG2R Citroën Team ACT | AG2R Citroën Team ACT     | AG2R Citroën Team ACT |
| --------------------- | ------------------------- | --------------------- |
| Nr.                   | Rytter                    | Placering             |
| 1                     | Benoît Cosnefroy (FRA)    | 5.                    |
| 2                     | Lilian Calmejane (FRA)    | 17.                   |
| 3                     | Clément Champoussin (FRA) | 13.                   |
| 4                     | Geoffrey Bouchard (FRA)   | 40.                   |
| 5                     | Larry Warbasse (USA)      | 51.                   |
| 6                     | Antoine Raugel (FRA)      | 68.                   |
| 7                     | Paul Lapeira (FRA)        | 79.                   |

| Groupama-FDJ GFC | Groupama-FDJ GFC            | Groupama-FDJ GFC |
| ---------------- | --------------------------- | ---------------- |
| Nr.              | Rytter                      | Placering        |
| 11               | Thibaut Pinot (FRA)         | 37.              |
| 12               | Bruno Armirail (FRA)        | 55.              |
| 13               | Antoine Duchesne (CAN)      | 66.              |
| 14               | Matthieu Ladagnous (FRA)    | 83.              |
| 15               | Sébastien Reichenbach (SUI) | 35.              |
| 16               | Tobias Ludvigsson (SWE)     | 65.              |
| 17               | Quentin Pacher (FRA)        | 28.              |

| Cofidis COF | Cofidis COF              | Cofidis COF |
| ----------- | ------------------------ | ----------- |
| Nr.         | Rytter                   | Placering   |
| 21          | Guillaume Martin (FRA)   | 22.         |
| 22          | Bryan Coquard (FRA)      | 6.          |
| 23          | Alexandre Delettre (FRA) | 53.         |
| 25          | Hugo Toumire (FRA)       | 103.        |
| 26          | Rémy Rochas (FRA)        | 26.         |
| 27          | Benjamin Thomas (FRA)    | 12.         |

| UAE Team Emirates UAD | UAE Team Emirates UAD      | UAE Team Emirates UAD |
| --------------------- | -------------------------- | --------------------- |
| Nr.                   | Rytter                     | Placering             |
| 31                    | Matteo Trentin (ITA)       | DNS                   |
| 32                    | Ivo Oliveira (POR)         | DNS                   |
| 33                    | Alexys Brunel (FRA)        | 47.                   |
| 34                    | Alessandro Covi (ITA)      | 9.                    |
| 35                    | Vegard Stake Laengen (NOR) | 46.                   |
| 36                    | Joel Suter (SUI)           | 33.                   |
| 37                    | Diego Ulissi (ITA)         | 8.                    |

| Israel-Premier Tech IPT | Israel-Premier Tech IPT | Israel-Premier Tech IPT |
| ----------------------- | ----------------------- | ----------------------- |
| Nr.                     | Rytter                  | Placering               |
| 41                      | Daryl Impey (RSA)       | 109.                    |
| 42                      | Hugo Houle (CAN)        | 14.                     |
| 43                      | Derek Gee (CAN)         | 69.                     |
| 44                      | Guillaume Boivin (CAN)  | 88.                     |
| 45                      | Itamar Einhorn (ISR)    | 104.                    |
| 46                      | Guy Sagiv (ISR)         | 97.                     |
| 47                      | Edo Goldstein (ISR)     | 108.                    |

| Trek-Segafredo TFS | Trek-Segafredo TFS   | Trek-Segafredo TFS |
| ------------------ | -------------------- | ------------------ |
| Nr.                | Rytter               | Placering          |
| 51                 | Tony Gallopin (FRA)  | 44.                |
| 52                 | Alex Kirsch (LUX)    | 92.                |
| 53                 | Bauke Mollema (NED)  | 23.                |
| 54                 | Mads Pedersen (DEN)  | 2.                 |
| 55                 | Toms Skujiņš (LAT)   | 19.                |
| 56                 | Edward Theuns (BEL)  | DNS                |
| 57                 | Otto Vergaerde (BEL) | DNF                |

| Intermarché-Wanty-Gobert Matériaux IWG | Intermarché-Wanty-Gobert Matériaux IWG | Intermarché-Wanty-Gobert Matériaux IWG |
| -------------------------------------- | -------------------------------------- | -------------------------------------- |
| Nr.                                    | Rytter                                 | Placering                              |
| 61                                     | Théo Delacroix (FRA)                   | 81.                                    |
| 62                                     | Aimé De Gendt (BEL)                    | 85.                                    |
| 63                                     | Tom Devriendt (BEL)                    | 113.                                   |
| 64                                     | Hugo Page (FRA)                        | 48.                                    |
| 65                                     | Simone Petilli (ITA)                   | DNF                                    |
| 67                                     | Georg Zimmermann (GER)                 | 7.                                     |

| EF Education-EasyPost EFE | EF Education-EasyPost EFE | EF Education-EasyPost EFE |
| ------------------------- | ------------------------- | ------------------------- |
| Nr.                       | Rytter                    | Placering                 |
| 71                        | Alberto Bettiol (ITA)     | 10.                       |
| 72                        | Owain Doull (GBR)         | 90.                       |
| 73                        | Jens Keukeleire (BEL)     | 39.                       |
| 74                        | Magnus Cort (DEN)         | 125.                      |
| 75                        | Michael Valgren (DEN)     | 91.                       |
| 76                        | Łukasz Wiśniowski (POL)   | 124.                      |
| 77                        | Thomas Scully (NZL)       | 129.                      |

| Lotto-Soudal LTS | Lotto-Soudal LTS         | Lotto-Soudal LTS |
| ---------------- | ------------------------ | ---------------- |
| Nr.              | Rytter                   | Placering        |
| 81               | Philippe Gilbert (BEL)   | 18.              |
| 82               | Filippo Conca (ITA)      | 71.              |
| 83               | Cedric Beullens (BEL)    | 95.              |
| 84               | Sébastien Grignard (BEL) | 58.              |
| 87               | Xandres Vervloesem (BEL) | 110.             |

| Arkéa-Samsic ARK | Arkéa-Samsic ARK         | Arkéa-Samsic ARK |
| ---------------- | ------------------------ | ---------------- |
| Nr.              | Rytter                   | Placering        |
| 91               | Maxime Bouet (FRA)       | 41.              |
| 92               | Amaury Capiot (BEL)      | 1.               |
| 93               | Thibault Guernalec (FRA) | 15.              |
| 94               | Clément Russo (FRA)      | 43.              |
| 95               | Alan Riou (FRA)          | 57.              |
| 96               | Connor Swift (GBR)       | 42.              |
| 97               | Alessandro Verre (ITA)   | 63.              |

| TotalEnergies TEN | TotalEnergies TEN          | TotalEnergies TEN |
| ----------------- | -------------------------- | ----------------- |
| Nr.               | Rytter                     | Placering         |
| 101               | Edvald Boasson Hagen (NOR) | 4.                |
| 102               | Fabien Grellier (FRA)      | 45.               |
| 103               | Sandy Dujardin (FRA)       | 32.               |
| 104               | Mathieu Burgaudeau (FRA)   | 36.               |
| 105               | Pierre Latour (FRA)        | 94.               |
| 106               | Julien Simon (FRA)         | 34.               |
| 107               | Alan Jousseaume (FRA)      | 93.               |

| B&B Hotels-KTM BBK | B&B Hotels-KTM BBK     | B&B Hotels-KTM BBK |
| ------------------ | ---------------------- | ------------------ |
| Nr.                | Rytter                 | Placering          |
| 111                | Jonathan Hivert (FRA)  | 56.                |
| 112                | Alan Boileau (FRA)     | DNF                |
| 113                | Franck Bonnamour (FRA) | DNF                |
| 114                | Thibault Ferasse (FRA) | 24.                |
| 115                | Alexis Gougeard (FRA)  | 38.                |
| 116                | Quentin Jauregui (FRA) | 52.                |
| 117                | Victor Koretzky (FRA)  | 84.                |

| Bingoal Pauwels Sauces WB BWB | Bingoal Pauwels Sauces WB BWB | Bingoal Pauwels Sauces WB BWB |
| ----------------------------- | ----------------------------- | ----------------------------- |
| Nr.                           | Rytter                        | Placering                     |
| 121                           | Milan Menten (BEL)            | 76.                           |
| 122                           | Louis Blouwe (BEL)            | 75.                           |
| 123                           | Ceriel Desal (BEL)            | 106.                          |
| 124                           | Rémy Mertz (BEL)              | 20.                           |
| 125                           | Tom Paquot (BEL)              | 111.                          |
| 126                           | Johan Meens (BEL)             | 80.                           |
| 127                           | Luc Wirtgen (LUX)             | 21.                           |

| Sport Vlaanderen-Baloise SVB | Sport Vlaanderen-Baloise SVB | Sport Vlaanderen-Baloise SVB |
| ---------------------------- | ---------------------------- | ---------------------------- |
| Nr.                          | Rytter                       | Placering                    |
| 131                          | Arne Marit (BEL)             | 102.                         |
| 132                          | Lindsay De Vylder (BEL)      | 67.                          |
| 133                          | Alex Colman (BEL)            | 100.                         |
| 134                          | Jens Reynders (BEL)          | 96.                          |
| 135                          | Aaron Van Poucke (BEL)       | 120.                         |
| 136                          | Kenneth Van Rooy (BEL)       | 29.                          |
| 137                          | Ward Vanhoof (BEL)           | 70.                          |

| Uno-X Pro Cycling Team UXT | Uno-X Pro Cycling Team UXT       | Uno-X Pro Cycling Team UXT |
| -------------------------- | -------------------------------- | -------------------------- |
| Nr.                        | Rytter                           | Placering                  |
| 141                        | Rasmus Tiller (NOR)              | 30.                        |
| 142                        | Anders Skaarseth (NOR)           | 62.                        |
| 143                        | Kristoffer Halvorsen (NOR)       | 122.                       |
| 144                        | Morten Hulgaard (DEN)            | 112.                       |
| 145                        | Torjus Sleen (NOR)               | 87.                        |
| 146                        | Tobias Halland Johannessen (NOR) | 27.                        |
| 147                        | Jonas Gregaard (DEN)             | 61.                        |

| Caja Rural-Seguros RGA CJR | Caja Rural-Seguros RGA CJR | Caja Rural-Seguros RGA CJR |
| -------------------------- | -------------------------- | -------------------------- |
| Nr.                        | Rytter                     | Placering                  |
| 151                        | Orluis Aular (VEN)         | 86.                        |
| 152                        | Aritz Bagües (ESP)         | 107.                       |
| 153                        | Fernando Barceló (ESP)     | 11.                        |
| 154                        | Jon Barrenetxea (ESP)      | 59.                        |
| 155                        | David González López (ESP) | 105.                       |
| 156                        | Calum Johnston (GBR)       | 99.                        |
| 157                        | Joel Nicolau (ESP)         | 31.                        |

| Equipo Kern Pharma EKP | Equipo Kern Pharma EKP               | Equipo Kern Pharma EKP |
| ---------------------- | ------------------------------------ | ---------------------- |
| Nr.                    | Rytter                               | Placering              |
| 161                    | Francisco Galván (ESP)               | 3.                     |
| 162                    | Martí Márquez (ESP)                  | 25.                    |
| 163                    | Danny van der Tuuk (NED)             | 89.                    |
| 164                    | Daniel Alejandro Méndez Noreña (COL) | DNF                    |
| 165                    | Ibon Ruiz (ESP)                      | 82.                    |
| 166                    | Eugenio Sánchez López (ESP)          | 49.                    |
| 167                    | Pau Miquel (ESP)                     | 73.                    |

| Saint Michel-Auber 93 AUB | Saint Michel-Auber 93 AUB  | Saint Michel-Auber 93 AUB |
| ------------------------- | -------------------------- | ------------------------- |
| Nr.                       | Rytter                     | Placering                 |
| 171                       | Anthony Maldonado (FRA)    | 72.                       |
| 172                       | Romain Cardis (FRA)        | 74.                       |
| 173                       | Nicolas Debeaumarché (FRA) | 54.                       |
| 174                       | Tony Hurel (FRA)           | 126.                      |
| 175                       | Flavien Maurelet (FRA)     | 16.                       |
| 176                       | Stéphane Rossetto (FRA)    | 114.                      |
| 177                       | Morne van Niekerk (RSA)    | 118.                      |

| Go Sport-Roubaix Lille Métropole GRL | Go Sport-Roubaix Lille Métropole GRL | Go Sport-Roubaix Lille Métropole GRL |
| ------------------------------------ | ------------------------------------ | ------------------------------------ |
| Nr.                                  | Rytter                               | Placering                            |
| 181                                  | Thomas Boudat (FRA)                  | 130.                                 |
| 182                                  | Clément Carisey (FRA)                | 64.                                  |
| 183                                  | Maxime Jarnet (FRA)                  | 121.                                 |
| 184                                  | Jérémy Leveau (FRA)                  | 115.                                 |
| 185                                  | Tom Mainguenaud (FRA)                | 128.                                 |
| 186                                  | Evaldas Šiškevicius (LTU)            | 127.                                 |
| 187                                  | Valentin Tabellion (FRA)             | DNF                                  |

| Team U Nantes Atlantique 194 | Team U Nantes Atlantique 194 | Team U Nantes Atlantique 194 |
| ---------------------------- | ---------------------------- | ---------------------------- |
| Nr.                          | Rytter                       | Placering                    |
| 191                          | Jordan Jegat (FRA)           | DNF                          |
| 192                          | Louis Barré (FRA)            | 50.                          |
| 193                          | Yaël Joalland (FRA)          | 77.                          |
| 194                          | Maël Guégan (FRA)            | 117.                         |
| 195                          | Mathias Le Turnier (FRA)     | 78.                          |
| 196                          | Emmanuel Morin (FRA)         | 123.                         |
| 197                          | Tom Paquet (LUX)             | DNF                          |

| Nice Métropole Côte d'Azur NMC | Nice Métropole Côte d'Azur NMC | Nice Métropole Côte d'Azur NMC |
| ------------------------------ | ------------------------------ | ------------------------------ |
| Nr.                            | Rytter                         | Placering                      |
| 201                            | Maxime Urruty (FRA)            | 119.                           |
| 202                            | Julien Amadori (FRA)           | DNF                            |
| 203                            | Jonathan Couanon (FRA)         | 101.                           |
| 204                            | Tristan Delacroix (FRA)        | 116.                           |
| 205                            | Jean Goubert (FRA)             | 98.                            |
| 206                            | Paul Hennequin (FRA)           | DNF                            |
| 207                            | Andrea Mifsud                  | 60.                            |

| AG2R Citroën Team ACT | AG2R Citroën Team ACT     | AG2R Citroën Team ACT |
| --------------------- | ------------------------- | --------------------- |
| Nr.                   | Rytter                    | Placering             |
| 1                     | Benoît Cosnefroy (FRA)    | 5.                    |
| 2                     | Lilian Calmejane (FRA)    | 17.                   |
| 3                     | Clément Champoussin (FRA) | 13.                   |
| 4                     | Geoffrey Bouchard (FRA)   | 40.                   |
| 5                     | Larry Warbasse (USA)      | 51.                   |
| 6                     | Antoine Raugel (FRA)      | 68.                   |
| 7                     | Paul Lapeira (FRA)        | 79.                   |

| Groupama-FDJ GFC | Groupama-FDJ GFC            | Groupama-FDJ GFC |
| ---------------- | --------------------------- | ---------------- |
| Nr.              | Rytter                      | Placering        |
| 11               | Thibaut Pinot (FRA)         | 37.              |
| 12               | Bruno Armirail (FRA)        | 55.              |
| 13               | Antoine Duchesne (CAN)      | 66.              |
| 14               | Matthieu Ladagnous (FRA)    | 83.              |
| 15               | Sébastien Reichenbach (SUI) | 35.              |
| 16               | Tobias Ludvigsson (SWE)     | 65.              |
| 17               | Quentin Pacher (FRA)        | 28.              |

| Cofidis COF | Cofidis COF              | Cofidis COF |
| ----------- | ------------------------ | ----------- |
| Nr.         | Rytter                   | Placering   |
| 21          | Guillaume Martin (FRA)   | 22.         |
| 22          | Bryan Coquard (FRA)      | 6.          |
| 23          | Alexandre Delettre (FRA) | 53.         |
| 25          | Hugo Toumire (FRA)       | 103.        |
| 26          | Rémy Rochas (FRA)        | 26.         |
| 27          | Benjamin Thomas (FRA)    | 12.         |

| UAE Team Emirates UAD | UAE Team Emirates UAD      | UAE Team Emirates UAD |
| --------------------- | -------------------------- | --------------------- |
| Nr.                   | Rytter                     | Placering             |
| 31                    | Matteo Trentin (ITA)       | DNS                   |
| 32                    | Ivo Oliveira (POR)         | DNS                   |
| 33                    | Alexys Brunel (FRA)        | 47.                   |
| 34                    | Alessandro Covi (ITA)      | 9.                    |
| 35                    | Vegard Stake Laengen (NOR) | 46.                   |
| 36                    | Joel Suter (SUI)           | 33.                   |
| 37                    | Diego Ulissi (ITA)         | 8.                    |

| Israel-Premier Tech IPT | Israel-Premier Tech IPT | Israel-Premier Tech IPT |
| ----------------------- | ----------------------- | ----------------------- |
| Nr.                     | Rytter                  | Placering               |
| 41                      | Daryl Impey (RSA)       | 109.                    |
| 42                      | Hugo Houle (CAN)        | 14.                     |
| 43                      | Derek Gee (CAN)         | 69.                     |
| 44                      | Guillaume Boivin (CAN)  | 88.                     |
| 45                      | Itamar Einhorn (ISR)    | 104.                    |
| 46                      | Guy Sagiv (ISR)         | 97.                     |
| 47                      | Edo Goldstein (ISR)     | 108.                    |

| Trek-Segafredo TFS | Trek-Segafredo TFS   | Trek-Segafredo TFS |
| ------------------ | -------------------- | ------------------ |
| Nr.                | Rytter               | Placering          |
| 51                 | Tony Gallopin (FRA)  | 44.                |
| 52                 | Alex Kirsch (LUX)    | 92.                |
| 53                 | Bauke Mollema (NED)  | 23.                |
| 54                 | Mads Pedersen (DEN)  | 2.                 |
| 55                 | Toms Skujiņš (LAT)   | 19.                |
| 56                 | Edward Theuns (BEL)  | DNS                |
| 57                 | Otto Vergaerde (BEL) | DNF                |

| Intermarché-Wanty-Gobert Matériaux IWG | Intermarché-Wanty-Gobert Matériaux IWG | Intermarché-Wanty-Gobert Matériaux IWG |
| -------------------------------------- | -------------------------------------- | -------------------------------------- |
| Nr.                                    | Rytter                                 | Placering                              |
| 61                                     | Théo Delacroix (FRA)                   | 81.                                    |
| 62                                     | Aimé De Gendt (BEL)                    | 85.                                    |
| 63                                     | Tom Devriendt (BEL)                    | 113.                                   |
| 64                                     | Hugo Page (FRA)                        | 48.                                    |
| 65                                     | Simone Petilli (ITA)                   | DNF                                    |
| 67                                     | Georg Zimmermann (GER)                 | 7.                                     |

| EF Education-EasyPost EFE | EF Education-EasyPost EFE | EF Education-EasyPost EFE |
| ------------------------- | ------------------------- | ------------------------- |
| Nr.                       | Rytter                    | Placering                 |
| 71                        | Alberto Bettiol (ITA)     | 10.                       |
| 72                        | Owain Doull (GBR)         | 90.                       |
| 73                        | Jens Keukeleire (BEL)     | 39.                       |
| 74                        | Magnus Cort (DEN)         | 125.                      |
| 75                        | Michael Valgren (DEN)     | 91.                       |
| 76                        | Łukasz Wiśniowski (POL)   | 124.                      |
| 77                        | Thomas Scully (NZL)       | 129.                      |

| Lotto-Soudal LTS | Lotto-Soudal LTS         | Lotto-Soudal LTS |
| ---------------- | ------------------------ | ---------------- |
| Nr.              | Rytter                   | Placering        |
| 81               | Philippe Gilbert (BEL)   | 18.              |
| 82               | Filippo Conca (ITA)      | 71.              |
| 83               | Cedric Beullens (BEL)    | 95.              |
| 84               | Sébastien Grignard (BEL) | 58.              |
| 87               | Xandres Vervloesem (BEL) | 110.             |

| Arkéa-Samsic ARK | Arkéa-Samsic ARK         | Arkéa-Samsic ARK |
| ---------------- | ------------------------ | ---------------- |
| Nr.              | Rytter                   | Placering        |
| 91               | Maxime Bouet (FRA)       | 41.              |
| 92               | Amaury Capiot (BEL)      | 1.               |
| 93               | Thibault Guernalec (FRA) | 15.              |
| 94               | Clément Russo (FRA)      | 43.              |
| 95               | Alan Riou (FRA)          | 57.              |
| 96               | Connor Swift (GBR)       | 42.              |
| 97               | Alessandro Verre (ITA)   | 63.              |

| TotalEnergies TEN | TotalEnergies TEN          | TotalEnergies TEN |
| ----------------- | -------------------------- | ----------------- |
| Nr.               | Rytter                     | Placering         |
| 101               | Edvald Boasson Hagen (NOR) | 4.                |
| 102               | Fabien Grellier (FRA)      | 45.               |
| 103               | Sandy Dujardin (FRA)       | 32.               |
| 104               | Mathieu Burgaudeau (FRA)   | 36.               |
| 105               | Pierre Latour (FRA)        | 94.               |
| 106               | Julien Simon (FRA)         | 34.               |
| 107               | Alan Jousseaume (FRA)      | 93.               |

| B&B Hotels-KTM BBK | B&B Hotels-KTM BBK     | B&B Hotels-KTM BBK |
| ------------------ | ---------------------- | ------------------ |
| Nr.                | Rytter                 | Placering          |
| 111                | Jonathan Hivert (FRA)  | 56.                |
| 112                | Alan Boileau (FRA)     | DNF                |
| 113                | Franck Bonnamour (FRA) | DNF                |
| 114                | Thibault Ferasse (FRA) | 24.                |
| 115                | Alexis Gougeard (FRA)  | 38.                |
| 116                | Quentin Jauregui (FRA) | 52.                |
| 117                | Victor Koretzky (FRA)  | 84.                |

| Bingoal Pauwels Sauces WB BWB | Bingoal Pauwels Sauces WB BWB | Bingoal Pauwels Sauces WB BWB |
| ----------------------------- | ----------------------------- | ----------------------------- |
| Nr.                           | Rytter                        | Placering                     |
| 121                           | Milan Menten (BEL)            | 76.                           |
| 122                           | Louis Blouwe (BEL)            | 75.                           |
| 123                           | Ceriel Desal (BEL)            | 106.                          |
| 124                           | Rémy Mertz (BEL)              | 20.                           |
| 125                           | Tom Paquot (BEL)              | 111.                          |
| 126                           | Johan Meens (BEL)             | 80.                           |
| 127                           | Luc Wirtgen (LUX)             | 21.                           |

| Sport Vlaanderen-Baloise SVB | Sport Vlaanderen-Baloise SVB | Sport Vlaanderen-Baloise SVB |
| ---------------------------- | ---------------------------- | ---------------------------- |
| Nr.                          | Rytter                       | Placering                    |
| 131                          | Arne Marit (BEL)             | 102.                         |
| 132                          | Lindsay De Vylder (BEL)      | 67.                          |
| 133                          | Alex Colman (BEL)            | 100.                         |
| 134                          | Jens Reynders (BEL)          | 96.                          |
| 135                          | Aaron Van Poucke (BEL)       | 120.                         |
| 136                          | Kenneth Van Rooy (BEL)       | 29.                          |
| 137                          | Ward Vanhoof (BEL)           | 70.                          |

| Uno-X Pro Cycling Team UXT | Uno-X Pro Cycling Team UXT       | Uno-X Pro Cycling Team UXT |
| -------------------------- | -------------------------------- | -------------------------- |
| Nr.                        | Rytter                           | Placering                  |
| 141                        | Rasmus Tiller (NOR)              | 30.                        |
| 142                        | Anders Skaarseth (NOR)           | 62.                        |
| 143                        | Kristoffer Halvorsen (NOR)       | 122.                       |
| 144                        | Morten Hulgaard (DEN)            | 112.                       |
| 145                        | Torjus Sleen (NOR)               | 87.                        |
| 146                        | Tobias Halland Johannessen (NOR) | 27.                        |
| 147                        | Jonas Gregaard (DEN)             | 61.                        |

| Caja Rural-Seguros RGA CJR | Caja Rural-Seguros RGA CJR | Caja Rural-Seguros RGA CJR |
| -------------------------- | -------------------------- | -------------------------- |
| Nr.                        | Rytter                     | Placering                  |
| 151                        | Orluis Aular (VEN)         | 86.                        |
| 152                        | Aritz Bagües (ESP)         | 107.                       |
| 153                        | Fernando Barceló (ESP)     | 11.                        |
| 154                        | Jon Barrenetxea (ESP)      | 59.                        |
| 155                        | David González López (ESP) | 105.                       |
| 156                        | Calum Johnston (GBR)       | 99.                        |
| 157                        | Joel Nicolau (ESP)         | 31.                        |

| Equipo Kern Pharma EKP | Equipo Kern Pharma EKP               | Equipo Kern Pharma EKP |
| ---------------------- | ------------------------------------ | ---------------------- |
| Nr.                    | Rytter                               | Placering              |
| 161                    | Francisco Galván (ESP)               | 3.                     |
| 162                    | Martí Márquez (ESP)                  | 25.                    |
| 163                    | Danny van der Tuuk (NED)             | 89.                    |
| 164                    | Daniel Alejandro Méndez Noreña (COL) | DNF                    |
| 165                    | Ibon Ruiz (ESP)                      | 82.                    |
| 166                    | Eugenio Sánchez López (ESP)          | 49.                    |
| 167                    | Pau Miquel (ESP)                     | 73.                    |

| Saint Michel-Auber 93 AUB | Saint Michel-Auber 93 AUB  | Saint Michel-Auber 93 AUB |
| ------------------------- | -------------------------- | ------------------------- |
| Nr.                       | Rytter                     | Placering                 |
| 171                       | Anthony Maldonado (FRA)    | 72.                       |
| 172                       | Romain Cardis (FRA)        | 74.                       |
| 173                       | Nicolas Debeaumarché (FRA) | 54.                       |
| 174                       | Tony Hurel (FRA)           | 126.                      |
| 175                       | Flavien Maurelet (FRA)     | 16.                       |
| 176                       | Stéphane Rossetto (FRA)    | 114.                      |
| 177                       | Morne van Niekerk (RSA)    | 118.                      |

| Go Sport-Roubaix Lille Métropole GRL | Go Sport-Roubaix Lille Métropole GRL | Go Sport-Roubaix Lille Métropole GRL |
| ------------------------------------ | ------------------------------------ | ------------------------------------ |
| Nr.                                  | Rytter                               | Placering                            |
| 181                                  | Thomas Boudat (FRA)                  | 130.                                 |
| 182                                  | Clément Carisey (FRA)                | 64.                                  |
| 183                                  | Maxime Jarnet (FRA)                  | 121.                                 |
| 184                                  | Jérémy Leveau (FRA)                  | 115.                                 |
| 185                                  | Tom Mainguenaud (FRA)                | 128.                                 |
| 186                                  | Evaldas Šiškevicius (LTU)            | 127.                                 |
| 187                                  | Valentin Tabellion (FRA)             | DNF                                  |

| Team U Nantes Atlantique 194 | Team U Nantes Atlantique 194 | Team U Nantes Atlantique 194 |
| ---------------------------- | ---------------------------- | ---------------------------- |
| Nr.                          | Rytter                       | Placering                    |
| 191                          | Jordan Jegat (FRA)           | DNF                          |
| 192                          | Louis Barré (FRA)            | 50.                          |
| 193                          | Yaël Joalland (FRA)          | 77.                          |
| 194                          | Maël Guégan (FRA)            | 117.                         |
| 195                          | Mathias Le Turnier (FRA)     | 78.                          |
| 196                          | Emmanuel Morin (FRA)         | 123.                         |
| 197                          | Tom Paquet (LUX)             | DNF                          |

| Nice Métropole Côte d'Azur NMC | Nice Métropole Côte d'Azur NMC | Nice Métropole Côte d'Azur NMC |
| ------------------------------ | ------------------------------ | ------------------------------ |
| Nr.                            | Rytter                         | Placering                      |
| 201                            | Maxime Urruty (FRA)            | 119.                           |
| 202                            | Julien Amadori (FRA)           | DNF                            |
| 203                            | Jonathan Couanon (FRA)         | 101.                           |
| 204                            | Tristan Delacroix (FRA)        | 116.                           |
| 205                            | Jean Goubert (FRA)             | 98.                            |
| 206                            | Paul Hennequin (FRA)           | DNF                            |
| 207                            | Andrea Mifsud                  | 60.                            |